# 이용원 (조선귀족)
이용원(李容元, 1832년 음력 9월 30일~1911년 양력 8월 16일)은 조선 말기의 문신이자 일제강점기의 조선귀족이다. 자는 경춘(景春), 본관은 전주이다.

## 생애
헌종 재위 중 판서 벼슬을 지낸 이헌위의 손자로, 명문가에서 태어났다. 지방의 군수 벼슬을 지내다가 1875년 별시(別試)에 합격했다.
본래 위정척사론을 옹호하는 수구파 유학자 출신이었다. 1876년 동부승지로 근무하면서 서정순과 함께 최익현을 풀어달라는 상소를 올렸다. 당시 최익현은 일본과의 통상 교역 개시를 반대하며 쇄국론을 펴다가 흑산도에 위리안치되어 있었다. 1882년 이조판서, 1883년 형조판서, 1889년 대사간과 대사헌 등으로 고위직에 올랐다.
1890년 예조참판으로 있으면서 당시 세자였던 순종의 대리청정을 시도한 명성황후의 여흥 민씨 세력과 갈등을 빚어 흑산도에서 4년간 귀양살이를 했다. 풀려난 뒤에는 다시 이조판서를 맡았고, 직제 개편 후 법무아문대신에도 임명되었다.
최익현은 1905년 을사조약 체결에 반발하여 의병을 일으킬 때 이용원에게 동참할 것을 요구하는 글을 보내왔으나, 그는 가담하지 않았다. 을사의병 중 한 사람인 노병대도 의병을 일으키기 전에 이용원과 의논했으며, 그를 통해 고종의 거사하라는 밀지를 받았다는 이야기가 있다.
이후 궁내부 특진관, 보국특진관 등을 지내며 조정의 원로 대신으로 남아 있다가, 1910년 한일 병합 조약이 체결된 뒤 일본 정부로부터 남작 작위를 받았다.

## 사후
2002년 발표된 친일파 708인 명단과 2008년 민족문제연구소에서 친일인명사전에 수록하기 위해 정리한 친일인명사전 수록예정자 명단에 선정되었다. 두 명단에는 이용원의 남작 작위를 습작받은 손자 이원호도 함께 포함되었다. 2006년 친일반민족행위진상규명위원회가 발표한 일제강점기 초기의 친일반민족행위 106인 명단에도 포함됐다.

## 참고자료
- 친일반민족행위진상규명위원회 (2006년 12월). 〈이용원 (李容元)〉 (PDF). 《2006년도 조사보고서 II - 친일반민족행위결정이유서》. 서울. 289~297쪽쪽. 발간등록번호 11-1560010-0000002-10. 2007년 9월 26일에 원본 문서 (PDF)에서 보존된 문서. 2007년 6월 21일에 확인함.